# Lethades imperfecti
Lethades imperfecti är en stekelart som beskrevs av Hinz 1996. Lethades imperfecti ingår i släktet Lethades och familjen brokparasitsteklar. Inga underarter finns listade i Catalogue of Life.